# Bellwald
Bellwald je obec v okrese Goms v německy mluvící části kantonu Valais ve Švýcarsku. Žije zde 378 obyvatel.

## Geografie

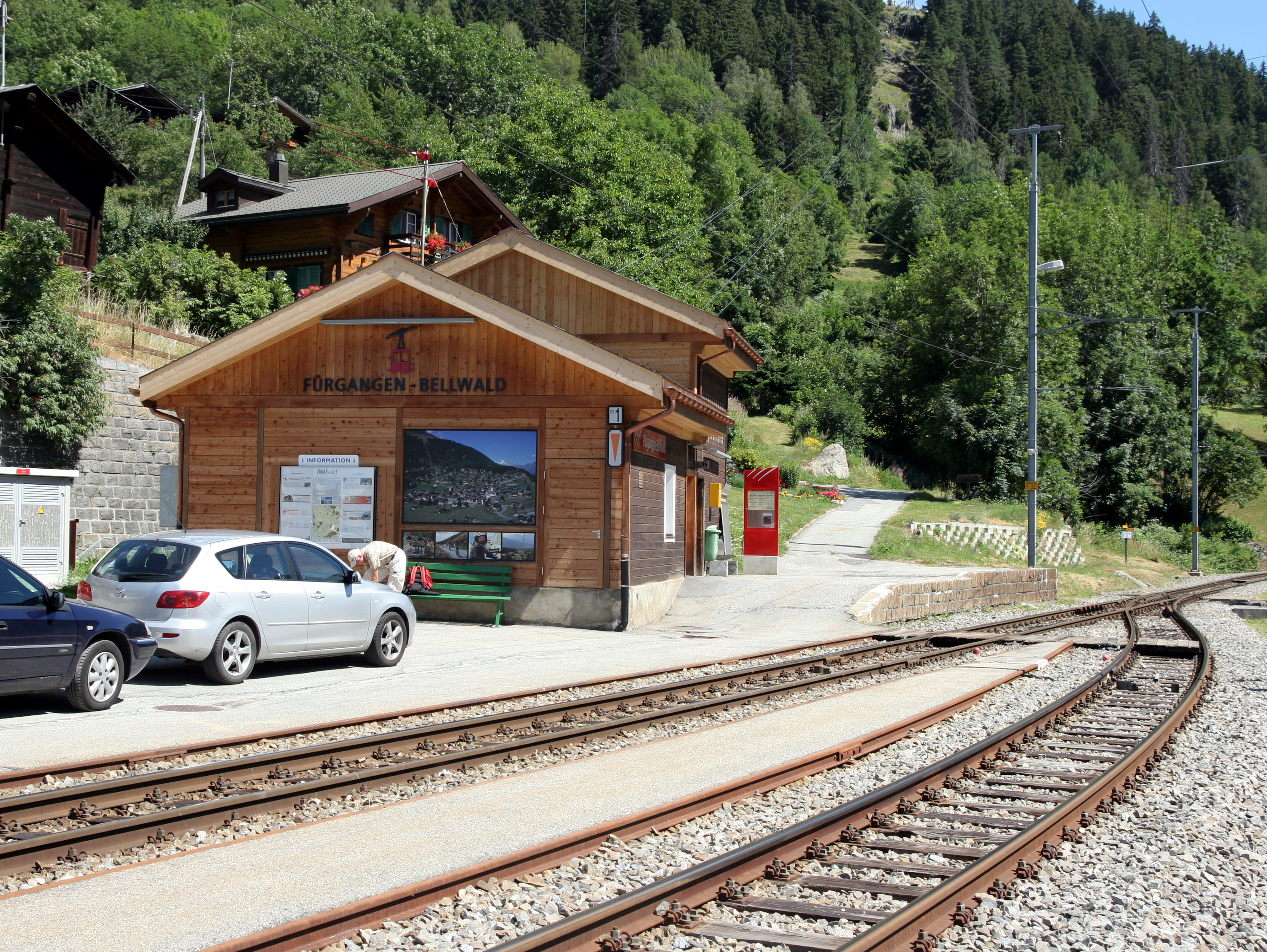
Železniční stanice Fürgangen-Bellwald

Bellwald leží severně od Brigu vysoko nad údolím Rhôny v nadmořské výšce 1560 metrů, což z něj činí nejvýše položenou obec v regionu Goms. Obec ležící na jižním svahu je od roku 1962 přístupná po klikaté silnici nebo od roku 1956 lanovkou z železniční stanice Fürgangen-Bellwald společnosti Matterhorn Gotthard Bahn (MGB).
Od roku 2007 je Bellwald součástí světového přírodního dědictví UNESCO – oblast Švýcarské Alpy Jungfrau-Aletsch.
Obec Bellwald vyrostla především na vrcholu kopce směrem na severovýchod, kde se nachází také údolní stanice lanovky na Alp Richene neboli Richinen, a volně zde prorůstá s oblastí Ried. Na silnici vedoucí z kopce do Fieschertalu navazují vesnice Egga a Bodma. Jihozápadně od Bellwaldu, těsně nad Rottenem, se nachází osada Fürgangen s železniční stanicí. Osady Schlettere a Nessulschliecht na východě již nejsou obydleny, v druhé jmenované se stále nachází kaple a několik hospodářských budov. Vesnice Mutti nad obcí v důsledku nové zástavby zcela splynula s Bellwaldem.

## Historie
Ve 14. století žili v Bellwaldu sedláci, kteří byli povinni platit biskupovi úroky. V roce 1404 přešlo šlechtické vlastnictví půdy koupí od Rudolfa z Raronu do rukou Johana de Platea v Niederernenu. Dochovaly se vodní řády z let 1371 a 1436, nejstarší známé statuty obce jsou z roku 1555. Podle starého desátkového řádu tvořily Bellwald a Fieschertal jeden z devíti okrsků Gomsu.

## Obyvatelstvo
| Vývoj počtu obyvatel | Vývoj počtu obyvatel | Vývoj počtu obyvatel | Vývoj počtu obyvatel | Vývoj počtu obyvatel | Vývoj počtu obyvatel | Vývoj počtu obyvatel | Vývoj počtu obyvatel | Vývoj počtu obyvatel | Vývoj počtu obyvatel |
| -------------------- | -------------------- | -------------------- | -------------------- | -------------------- | -------------------- | -------------------- | -------------------- | -------------------- | -------------------- |
| Rok                  | 1850                 | 1900                 | 1950                 | 2000                 | 2010                 | 2012                 | 2014                 | 2016                 |                      |
| Počet obyvatel       | 266                  | 285                  | 265                  | 427                  | 460                  | 434                  | 427                  | 395                  |                      |

## Hospodářství a turismus

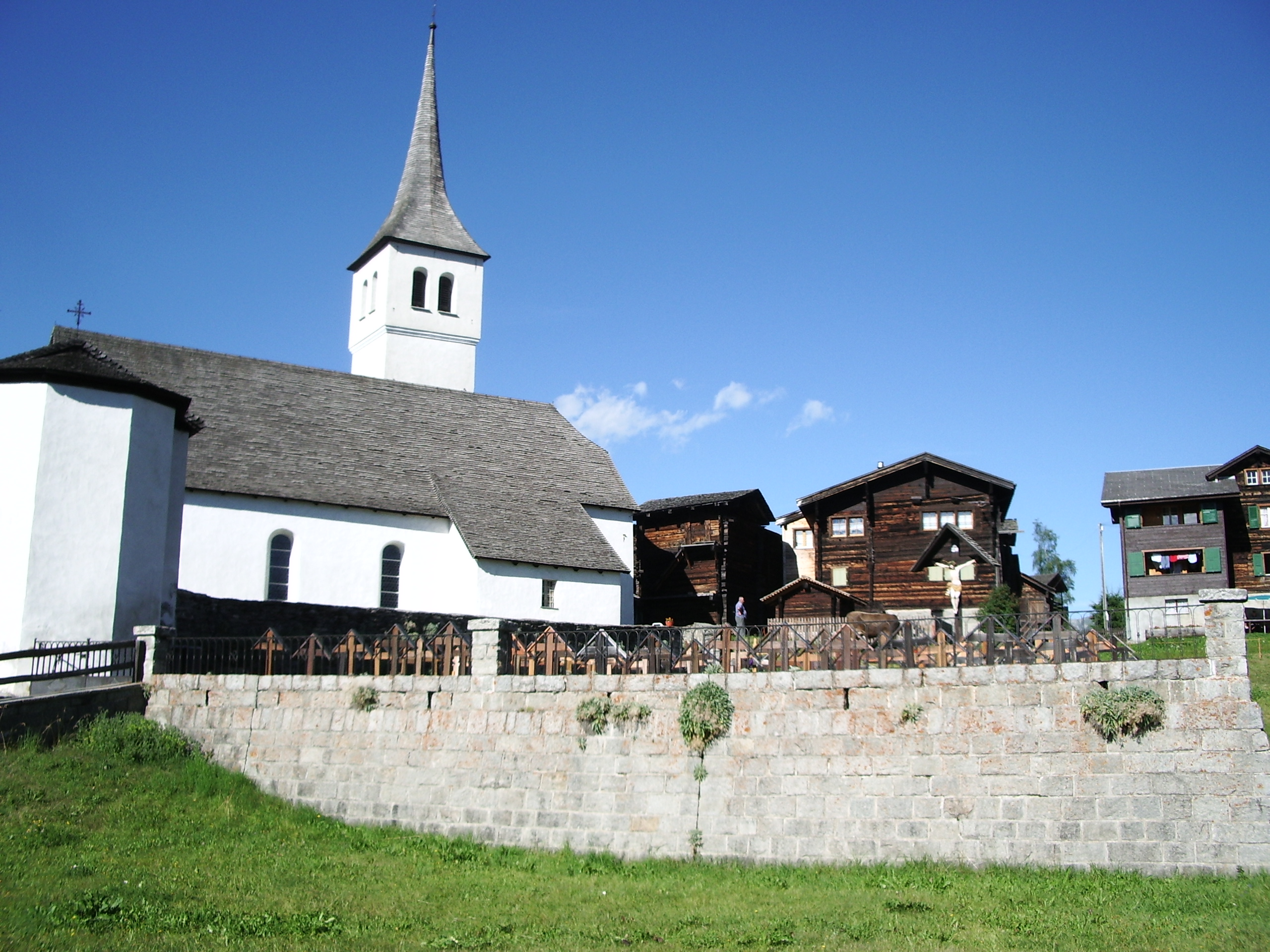
Centrum obce

V létě láká tato obec mnoho turistů. Dva úseky sedačkové lanovky na Richenen a Steibechriz otevírají turistickou oblast s malými horskými jezírky s pěkným výhledem na hory Valais až k Matterhornu. Nejvyšším vyhlídkovým bodem je Risihorn ve výšce 2875 m n. m. Z Richenenu ve výšce 2040 m n. m. vede k údolní stanici sedačkové lanovky sjezdová trasa pro horská kola s převýšením 400 metrů. Bellwald leží také na oblíbené vysokohorské stezce Gommer Höhenweg, která vede z Fiesche přes Bellwald do Münsteru v Obergoms. V samotné obci jsou nad centrem obce spravovaná sportovní a volnočasová zařízení, včetně fotbalového hřiště, minigolfu a tenisového areálu, grilu a dětského hřiště a funparku pro bruslaře. Bellwald má 1200 rekreačních bytů a 4300 lůžek pro hosty (stav v roce 2002).
Z Bellwaldu vede po jednom visutém mostě pro pěší do Fieschertalu (visutý most Aspi-Titter, 160 m) a do Ernenu (Gomský most, 278 m).
V zimě využívají obec k rekreaci především lyžaři a snowboardisté. Lyžařský areál Bellwald se čtyřsedačkovou lanovkou, šestisedačkovou lanovkou a dvěma vleky se rozkládá od 1600 m n. m. do 2550 m n. m. Má modré, červené a černé sjezdovky a zasněžovací systém.

## Doprava
Do obce vede silnice, oddělující se z hlavní silnice č. 19, vedoucí dnem údolí Goms. Do obce nejezdí autobusy; veřejnou dopravu obstarává stanice Fürgangen-Bellwald na trati Matterhorn Gotthard Bahn, nacházející se pod obcí, s možností přestupu na lanovku do obce.